# Liệp Tè
Liệp Tè là một xã thuộc huyện Thuận Châu, tỉnh Sơn La, Việt Nam.
Xã có diện tích 71,83 km², dân số năm 2007 là 3222 người, mật độ dân số đạt 45 người/km².